# Ferdinand von Hirschfeld
Karl Friedrich Wilhelm Ferdinand von Hirschfeld (* 5. Januar 1792 in Halberstadt; † 25. Dezember 1863 in Pansin) war ein preußischer General der Infanterie.

## Leben

### Herkunft
Seine Eltern waren der preußische General der Infanterie Karl Friedrich von Hirschfeld (1747–1818) und dessen erster Ehefrau Karoline Friederike Philippine, geborene von Faggyas (1761–1795). Von seinen Brüdern wurden weitere drei ebenfalls Generäle: Alexander Adolf (1787–1858), Moritz (1790–1859), Karl (1800–1878).

### Militärlaufbahn
Hirschfeld besuchte ab 1802 das Kadettenhaus in Berlin und trat 1804 als Junker in das Regiment Garde zu Fuß der Preußischen Armee ein. Als 1806 der Vierte Koalitionskrieg ausbrach, trug er beim Ausmarsch die Fahne des Bataillons von Potsdam nach Jena, während der Schlacht bei Jena und auf dem Rückzüge bis zur Kapitulation bei Prenzlau. Als klar wurde, dass die Fahne übergeben werden sollte, verbrannte er die Stange und verbarg das Fahnentuch auf seiner bloßen Brust vor den Franzosen. Die Fahne trug der vierzehnjährige Junker zuerst nach Brandenburg an der Havel, dann zum König nach Königsberg. Mit seinen äußerst beschränkten Geldmitteln und einem Pass nach Pommern wanderte er zu Fuße nach Ostpreußen. So dauerte es fast zwei Monate, bis er Königsberg erreichte. Nachdem er die Fahne dem Könige überreicht hatte, wurde er als Junker bei der Garde zu Fuß wieder angestellt. Nach bestandener Prüfung wurde er 1808 Portepeefähnrich und 1809 Sekondeleutnant. Vom 23. September 1813 bis April 1814 war er zum Korps unter von Colomb kommandiert. Für die Schlacht bei Großgörschen erhielt er das Eiserne Kreuz II. Klasse. Er stieg weiter auf und wurde 1815 Premierleutnant, 1816 Kapitän und Kompaniechef, 1828 Major und 1839 Oberstleutnant.
1840 schied Hirschfeld aus dem 1. Garde-Regiment zu Fuß aus, dem er seit 1806 angehört hatte. Hirschfeld wurde am 30. März 1840 mit der Führung des Kaiser Franz Grenadier-Regiments beauftragt und mit der Beförderung zum Oberst am 10. September 1840 zum Kommandeur ernannt. Ende März 1846 erhielt er das Kommando über die 3. Landwehr-Brigade, 1847 Generalmajor und 1848 Kommandeur der 1. Garde-Infanterie-Brigade und Kommandant von Potsdam ad Interim. Er wurde 1851 Kommandeur der 3. Division und 1852 zum Generalleutnant befördert. Noch 1856 wurde er Kommandeur der 12. Division und in demselben Jahre auf sein Ansuchen mit Pension und unter Verleihung des Charakters als General der Infanterie zur Disposition gestellt. In den Johanniterorden wurde er am 18. Januar 1838 aufgenommen. Am 24. Juni 1858 wurde er durch Empfang des Ritterschlages zum Rechtsritter des Ordens. Er starb am 25. Dezember 1863.

### Familie
Hirschfeld hatte sich am 14. Juli 1848 in Pansin mit Ottilie von Puttkamer aus dem Hause Pansin (1824–1860) verheiratet, die 1841 bereits einmal mit Otto von Bismarck verlobt gewesen war. Aus der Ehe gingen folgende Kinder hervor:
- Eugen Rudolf Ernst (1849–1921), preußischer Generalmajor
- Cäsar Friedrich (*/† 1851)
- Agnes Friederike Johanna (1852–1926) ⚭ Otto von Dewitz-Krebs (1847–1918) auf Weitenhagen, Oberstleutnant
- Gerhard Julius Lothar Rudolf (1854–1856)
- Gertrud Ida Martha Albertine (* 1856)